# جنون (فيلم وثائقي)
جنون (بالإنجليزية: Junun)‏ هو فيلم وثائقي من إخراج بول توماس أندرسون في عام 2015. يوثق صناعة الألبوم جنون في حصن ميهرانغاره في راجستان بالهند، من قبل الملحن وعازف القيثارة في فرقة راديوهيد جوني غرينوود ومنتج راديوهيد نايجل غودريتش والملحن الإسرائيلي شاي بن تزور والفرقة الهندية راجستان إكسبريس.
عُرِض فيلم جنون لأول مرة في مهرجان نيويورك السينمائي في عام 2015 وٱصدر في خدمة بث الأفلام «موبي» في 9 أكتوبر 2015 وعلى آي تيونز في 20 نوفمبر 2015. وتلقى مراجعات إيجابية بشكل عام.

## الإنتاج والإصدار
تم تصوير جنون في حصن ميهرانغاره في راجستان، الهند. احتفظت الجمارك بمعظم معدات الكاميرات الاحترافية لطاقم الفيلم الوثائقي، مما أجبرهم على التصوير بالكامل بكاميرات رقمية محمولة على مستوى المستهلك ومعدات مستأجرة من الهند. استخدم أندرسون طائرة دون طيار خاصة بغودريتش لالتقاط صور جوية للحصن. كان الإنتاج سريًا وتم الإعلان عن الفيلم قبل شهرين من صدوره.
عرض جنون لأول مرة في مهرجان نيويورك السينمائي. تم إصداره على خدمات الفيديو عند الطلب من خلال بثه على خدمة «موبي» في 9 أكتوبر 2015 وعلى آي تيونز في 20 نوفمبر 2015.

## الاستقبال

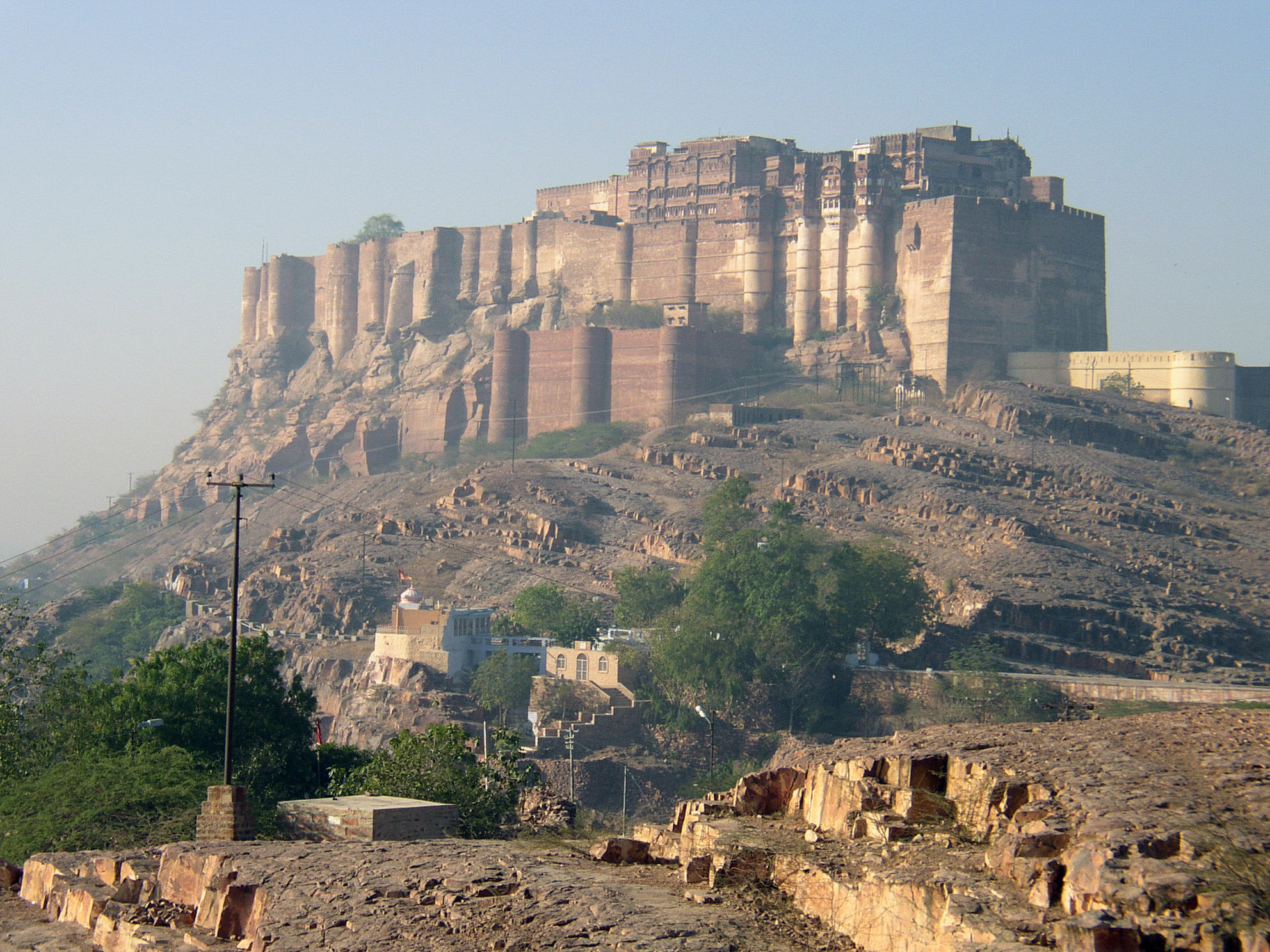
حصن ميهرانغاره في جودبور، في ولاية راجستان الهندية حيث تم تصوير فيلم جنون

حصل جنون على موقع روتن توميتوز على نسبة موافقة 100% بناءً على 14 تقييمًا، بمتوسط تقييم 7.9 من 10. ولديه في موقع ميتاكريتيك تصنيف 78 من أصل 100 بناءً على 6 مراجعات.
منحت مجلة إنديواير جنون درجة «B+» وكتبت أنه «لا يقدم بيانًا واضحًا بشأن موضوعه ولكنه طور منطقًا داخليًا مغلفًا حول إثارة الابتكار الفني.» كتبت مجلة فارايتي أن «جماليات أندرسون تجسد بشكل غير مخفي سحر غرينوود والشراكة العالمية للشركة. إنها تكريم موقر، وهو تكريم يوضح موضوعاته الأساسية في لقطات دقيقة خارقة.» ووصفه موقع هوليوود ريبورتر بأنه «فيلم نقل يضعنا هناك في الغرفة، نعيش ونتنفس تجربة فنية فريدة. محاولة البقاء في مقعدك أمر لا طائل منه.»
أعطى أي أي داود من موقع إيه. في. كلوب الفيلم درجة «B» وكتب: «قد يكون جنون عملاً ثانويًا لمخرج رئيسي، لكنه يوفر الكثير من الارتداد في الخطوة وأريحية للأذنين. من الصعب طلب المزيد من فيلم موسيقي». أعطت صحيفة الغارديان الفيلم 3 من 5، وكتبت: «نظرًا لمدى التعاون المثمر والمذهل بين أندرسون وغرينوود ... فإن هذا الإحسان المرتجع مخيب للآمال بعض الشيء. لقد جلب أندرسون شخصية واختراعًا أقل بكثير لهذا أكثر مما قدمه غرينوود لأفلام [أندرسون]».